# Diores cognatus
Diores cognatus es una especie de araña del género Diores, familia Zodariidae. Fue descrita científicamente por O. P.-Cambridge en 1904.
Habita en Sudáfrica.